# Vitamin D
 Der er for få eller ingen kildehenvisninger i denne artikel, hvilket er et problem. Du kan hjælpe ved at angive troværdige kilder til de påstande, som fremføres i artiklen.

Vitamin D (eller calciferol) optages i inaktiv form gennem kosten eller dannes ved solbestråling af huden. Vitaminet fremmer optagelsen af calcium og fosfat fra tarmen samt aflejring af disse mineraler i knogler og tænder. Herudover bruges vitaminet af immunforsvarets T-celler, når disse skal påbegynde bekæmpelse af en sygdomsfremkaldende organisme. I visse dele af verden, specielt på de højere breddegrader, er den samlede, naturlige D-vitamintilførsel i reglen ikke tilstrækkelig hen på vinteren. For at modvirke dette tilsætter man i nogle lande visse typer fødevarer (først og fremmest mælk) vitamin D2 eller vitamin D3, sådan at man typisk vil få omkring 100 IU pr. glas.

## Typer af vitamin D
- Vitamin D1: molekylær blanding af ergocalciferol med lumisterol i forholdet 1:1
- Vitamin D2: ergocalciferol eller calciferol (dannet ud fra ergosterol)
  - Vitamin D2 kan skabes ved at bestråle svampe, så de danner ergocalciferol. Ergocalciferol findes ikke naturligt i menneskekroppen, med mindre det tilføres som tilskud. Hos mennesker er D3 mere effektiv end D2 som forstadie for 25-hydroxyvitamin D, der er det tilgængelige forråd af vitamin D. Det samme gælder hos aber, egern og kyllinger, mens rotter bedre kan udnytte D2.
- Vitamin D3: cholecalciferol (dannet ud fra 7-dehydrocholesterol). Cholecalciferol er forstadiet for calcidiol, der på sin side er forstadiet for calcitriol.
  - Vitamin D3 eller cholecalciferol er den type D-vitamin, der dannes i menneskekroppen. Det opstår under huden, når 7-dehydrocholesterol reagerer med ultraviolet lys, type B (UVB) med bølgelængder fra 290 til 315 nm. Denne stråling findes i sollys, når solen står så højt over horisonten, at UVB kan trænge igennem atmosfæren. På grundlag af bare én minimal dosis af denne stråling, dvs. før huden begynder at blive rød, kan der dannes 20.000 IU. En biologisk feedback mekanisme hindrer, at der dannes for meget vitamin D ved overdreven udsættelse for sollys. Cholecalciferol transporteres til leveren, hvor det omdannes til calcidiol eller 25-hydroxy-vitamin D, som er den type vitamin, som kroppen oplagrer. Mængden af calcidiol i blodet afslører, om en person lider af mangel på vitamin D. God helbredstilstand opnås ved koncentrationer mellem 40 og 60 ng/ml (100 til 150 nMol/l).[kilde mangler]
- Vitamin D4: 22,23-dihydroergocalciferol
- Vitamin D5: sitocalciferol (dannet ud fra 7-dehydrositosterol)

## Vitamin D fra solen i Nordgrønland
Et dansk forskerhold har fundet ud af, at solens stråler er kraftige nok, til at man kan danne D-vitamin i Nordgrønland. Man troede tidligere, at det ikke var tilfældet, fordi Nordgrønland ligger så langt mod nord.

## D-vitamin i stofskiftet
Den mest aktive form for D-vitamin er D3 eller calcitriol (1,25 dihydroxy vitamin), der er et kraftigt virkende hormon. Calcitriol dannes i nyrerne ud fra calcidiol, sådan at det kan udføre sin endokrine funktion: at afbalancere calciumstofskiftet.  Det sker via en række enzymstyrede omdannelsesprocesser, der regulerer calciumoptagelsen i indvoldene. I grove træk bliver resultatet det, at kroppen fastholder bestemte niveauer for calcium og fosfor i knogler og blod under medvirken af biskjoldbruskkirtelhormon og calcitonin.
En række forskellige væv i menneskekroppen kan selv danne og regulere deres indhold af calcitriol. Det er disse D-vitaminfunktioner i forskellige kirtler, der forklarer vitaminets betydning for en lang række kroniske sygdomme.

## Eksterne links med dansk indhold
- Vitaminet vi ikke får nok af. Videnskab.dk
- Vitamin D3 forlænger livet
- DTU Fødevareinstituttet: Indhold af vitamin D i fødevarer
- 10 myter om vitaminpiller. Videnskab.dk, marts, 2012
- www.nutritionsociety.org Arkiveret 7. marts 2016 hos  Wayback Machine